# Spacistor
Der Spacistor ist eine Transistorvariante, die ähnlich wie der Bipolartransistor auf einem Potenzialeffekt basiert. Er wurde in den 1950er Jahren mit dem Ziel der Verbesserung der elektrischen Eigenschaften gegenüber dem Spitzentransistor und den damaligen Legierungstransistoren entwickelt. Mit der Erfindung und Verbesserung der Diffusionstransistoren Ende der 1950er Jahre wurde dieser Vorteil bedeutungslos.

## Aufbau und Funktionsweise
Der Spacistor ist ein Halbleiterbauelement mit vier Elektroden. Er besteht aus einem pn-Übergang mit einer breiten Raumladungszone (Sperrschicht). Das p-Gebiet des pn-Übergangs wird als Basis und das n-Gebiet als Kollektor bezeichnet. In der Raumladungszone sind zwei zusätzliche Kontakte vorhanden: der Injektor (injector) und der Modulator (modulator).
Vergleicht man die Funktion der Anschlüsse mit denen eines Bipolartransistors (BJT), ergeben sich folgende Analogien:
1. Der Injektor verhält sich ähnlich wie der BJT-Emitter
2. Der Modulator verhält sich ähnlich wie die BJT-Basis
3. Der Kollektor wie sein Namensvetter beim BJT

Die Grundidee beim Spacistor war es, das starke Spannungsgefälle bei einem gesperrten pn-Übergang zu nutzen. Durch die Injektion von Ladungsträgern in die Sperrschicht sollten die Laufzeiten der Ladungsträger im Transistor verringert und somit die Schaltfrequenz erhöhen werden. Der Injektor-Strom wird durch den Modulator gesteuert.